# Thyropisthus hoffmani
Thyropisthus hoffmani är en mångfotingart som beskrevs av Demange 1961. Thyropisthus hoffmani ingår i släktet Thyropisthus och familjen Harpagophoridae. Inga underarter finns listade i Catalogue of Life.